# Крістапс Порзінгіс
Крістапс Порзіньгіс (латис. Kristaps Porziņģis, нар. 2 серпня 1995, Лієпая, Латвія) — латвійський професіональний баскетболіст, центровий і важкий форвард команди НБА «Бостон Селтікс». Один з найвищих чинних гравців у НБА.

## Ігрова кар'єра

### Ранні роки
Професійну кар'єру розпочав 2011 року виступами у складі іспанської команди «Севілья», за яку грав протягом 4 сезонів. Працював під керівництвом тренера Аїто Гарсії Ренесеса, який виховав таких талантів як Пау Газоль, Хуан Карлос Наварро, Рікі Рубіо та Руді Фернандес. 29 вересня 2012 року дебютував за «Севілью» у матчі проти «Мурсії», де зіграв одну хвилину. З другого сезону став гравцем основного складу команди та навіть виставив свою кандидатуру на Драфт НБА, однак згодом знявся, вирішивши ще рік пограти у Європі.

### Нью-Йорк Нікс

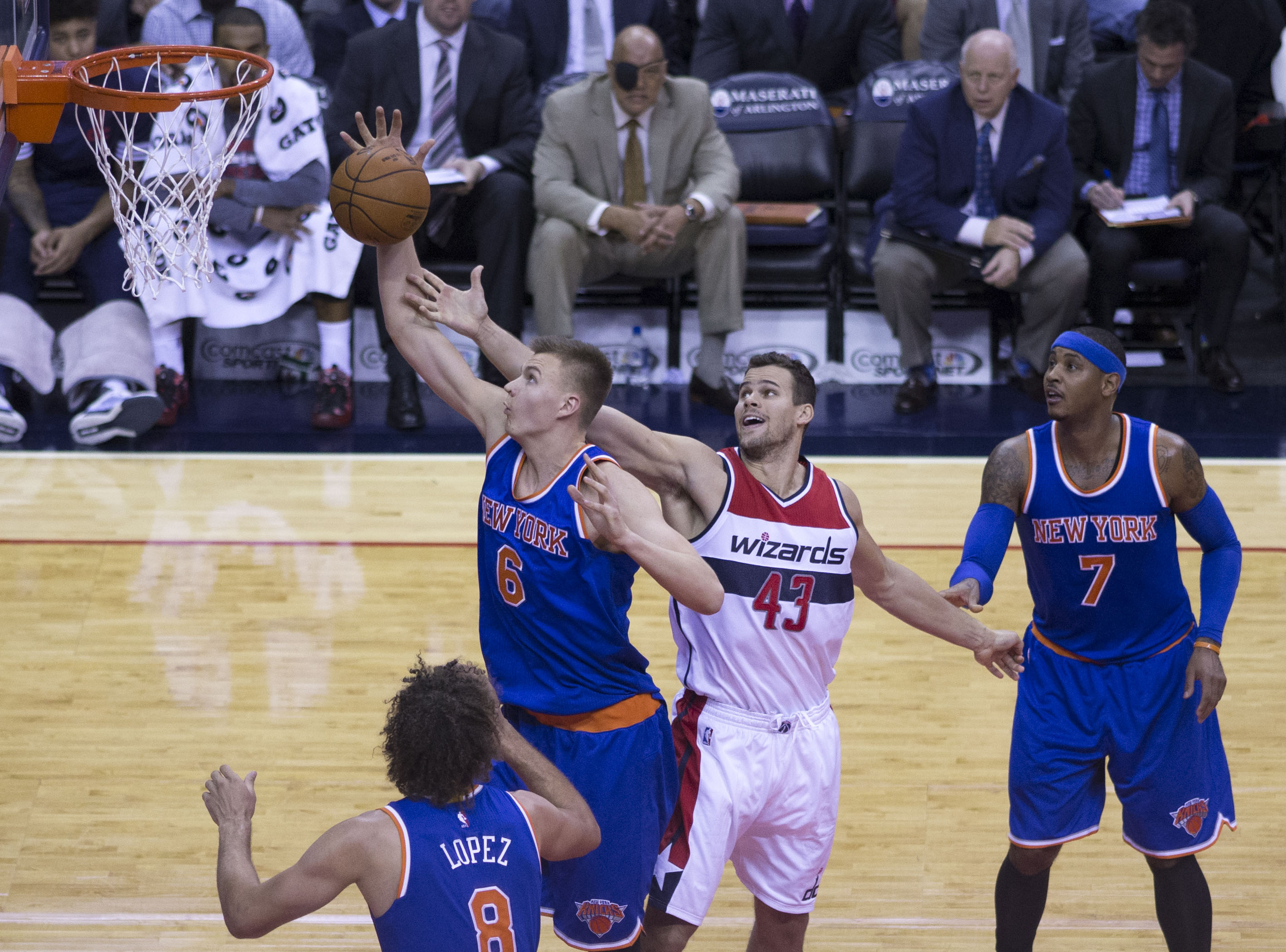
Порзінгіс у своїй третій грі в НБА, 31 жовтня 2015

2015 року був обраний у першому раунді драфту НБА під загальним 4-м номером командою «Нью-Йорк Нікс». Став найвищим драфт-піком в історії серед латвійців та представників балтійських країн. Кар'єру в НБА розпочав 2015 року виступами за тих же «Нью-Йорк Нікс», захищав кольори команди з Нью-Йорка протягом наступних 4 сезонів. Дебютував у лізі 28 жовтня у матчі проти «Мілвокі», набравши 16 очок. 21 листопада 2015 року в матчі проти «Х'юстона» набрав 24 очки, 14 підбирань та 7 блок-шотів, ставши першим 20-річним гравцем з часів Шакілла О'Ніла сезону 1992—1993, якому підкорялась така статистична лінія. 12 лютого 2016 року взяв участь у матчі новачків під час зіркового вікенду, де набрав 30 очок за команду світу. Загалом зіграв у 72 матчах свого дебютного сезону, в яких набирав 14,3 очок та 7,3 підбирань. Зайняв другу сходинку в голосуванні за Найкращого новачка сезону, поступившись лише Карлу-Ентоні Таунсу.
16 листопада 2016 року провів найрезультативніший матч у кар'єрі, набравши 35 очок проти «Детройта». 11 грудня у матчі проти «Лос-Анджелес Лейкерс» набрав 26 очок, 12 підбирань та рекордні для себе 7 блок-шотів. Взимку вдруге поспіль взяв участь у матчі новачків, а також виграв Конкурс умінь під час зіркового вікенду.
30 жовтня 2017 року оновив свій рекорд результативності, набравши 38 очок в матчі проти «Денвера». 5 листопада в матчі проти «Індіани» набрав вже 40 очок. За перших 10 матчів сезону набрав 300 очок, що було найкращим стартом для гравця в історії «Нікс». Взимку взяв участь у матчі всіх зірок НБА. 6 лютого 2018 року в матчі проти «Мілвокі» травмувався та змушений був пропустити залишок сезону. Через травму він також пропустив і весь сезон 2018—2019.

### Даллас Маверікс

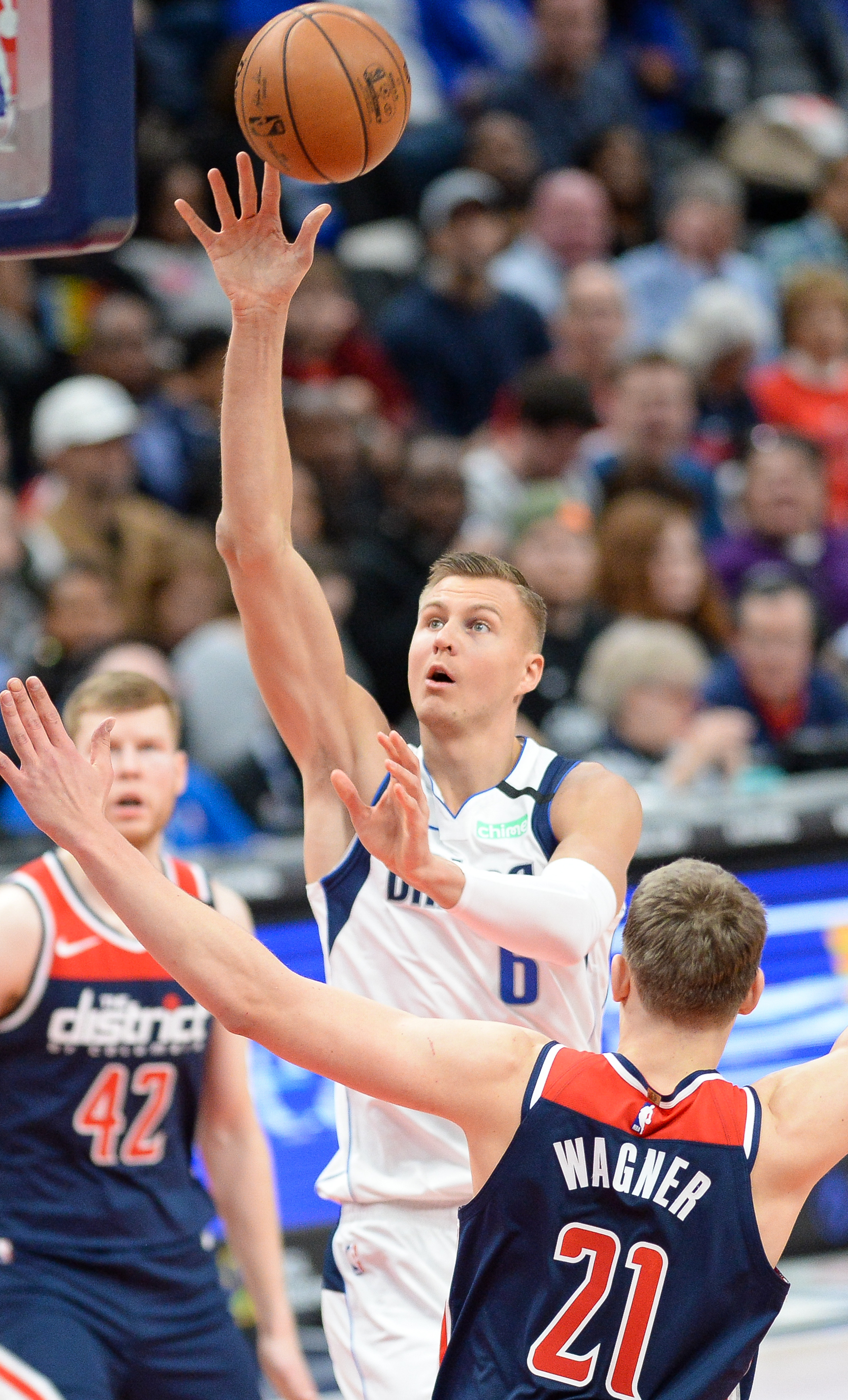
Порзінгіс виконує кидок за «Даллас», 2020

31 січня 2019 року став гравцем «Даллас Маверікс», куди разом з Треєм Берком, Тімом Гардавеєм (молодшим) та Кортні Лі був обміняний на Деандре Джордана, Веслі Метьюза, Денніса Сміта (молодшого), незахищений драфт-пік 2021 року та додатковий захищений драфт-пік 2023 року в топ-10. Пропустивши залишок сезону через травму, зміг дебютувати за команду лише 23 жовтня в матчі проти «Вашингтона». 31 липня провів найкращу гру сезону, записавши на свій рахунок 39 очок та 16 підбирань у матчі проти «Х'юстон Рокетс».
Наступного сезону допоміг команді дійти до плей-оф, де «Даллас» поступився у першому раунді «Лос-Анджелес Кліпперс».
Початок сезону 2020—2021 пропустив через травму, повернувшись на майданчик 13 січня у матчі проти «Шарлотт». 12 лютого у матчі проти «Нью-Орлінс Пеліканс» набрав 36 очок, влучивши рекордні для себе 8 триочкових кидків. Допоміг команді вдруге поспіль пробитись у плей-оф, де вона знову програла «Лос-Анджелес Кліпперс».

### Вашингтон Візардс
10 лютого 2022 року був обміняний до «Вашингтона» на Спенсера Дінвідді та Давіса Бертанса.

## Виступи за збірну
2017 року в складі збірної Латвії взяв участь у Євробаскеті 2017, де набирав в середньому 23,6 очок та 5,9 підбирань за гру. Дійшов з командою до чвертьфіналу, де Латвія програла Словенії.

## Профіль гравця
Порзінгіса часто порівнюють з Дірком Новіцкі, оскільки обоє пройшли європейську школу баскетболу перш, ніж потрапити до НБА. Обидва баскетболісти є високими гравцями, які комфортно себе почувають будь-де на майданчику та у яких добре поставлений дальній кидок. Під час свого дебютного сезону, отримав від Кевіна Дюранта прізвисько «баскетбольний єдиноріг» (англ. basketball unicorn), завдяки своїй унікальній комбінації талантів та вмінь. Також завдяки своєму зросту та мобільності здатний виконувати кидок практично через будь-якого опонента.

## Статистика виступів в НБА

### Регулярний сезон
| Сезон             | Команда             | GP  | GS  | MPG  | FG%  | 3P%  | FT%  | RPG | APG | SPG | BPG | PPG  |
| ----------------- | ------------------- | --- | --- | ---- | ---- | ---- | ---- | --- | --- | --- | --- | ---- |
| 2015–16           | «Нью-Йорк Нікс»     | 72  | 72  | 28.4 | .421 | .333 | .838 | 7.3 | 1.3 | .7  | 1.9 | 14.3 |
| 2016–17           | «Нью-Йорк Нікс»     | 66  | 65  | 32.8 | .450 | .357 | .786 | 7.2 | 1.5 | .7  | 2.0 | 18.1 |
| 2017–18           | «Нью-Йорк Нікс»     | 48  | 48  | 32.4 | .439 | .395 | .793 | 6.6 | 1.2 | .8  | 2.4 | 22.7 |
| 2019–20           | «Даллас Маверікс»   | 57  | 57  | 31.8 | .427 | .352 | .799 | 9.5 | 1.8 | .7  | 2.0 | 20.4 |
| 2020–21           | «Даллас Маверікс»   | 43  | 43  | 30.9 | .476 | .376 | .855 | 8.9 | 1.6 | .5  | 1.3 | 20.1 |
| 2021–22           | «Даллас Маверікс»   | 34  | 34  | 29.5 | .451 | .283 | .865 | 7.7 | 2.0 | .7  | 1.7 | 19.2 |
| 2021–22           | «Вашингтон Візардс» | 17  | 17  | 28.2 | .475 | .367 | .871 | 8.8 | 2.9 | .7  | 1.5 | 22.1 |
| Усього за кар'єру | Усього за кар'єру   | 337 | 336 | 30.8 | .444 | .353 | .820 | 7.9 | 1.6 | .7  | 1.9 | 18.9 |

#### Плей-оф
| Сезон             | Команда           | GP | GS | MPG  | FG%  | 3P%  | FT%  | RPG | APG | SPG | BPG | PPG  |
| ----------------- | ----------------- | -- | -- | ---- | ---- | ---- | ---- | --- | --- | --- | --- | ---- |
| 2020              | «Даллас Маверікс» | 3  | 3  | 31.3 | .525 | .529 | .870 | 8.7 | .7  | .0  | 1.0 | 23.7 |
| 2021              | «Даллас Маверікс» | 7  | 7  | 33.3 | .472 | .296 | .842 | 5.4 | 1.3 | 1.3 | .7  | 13.1 |
| Усього за кар'єру | Усього за кар'єру | 10 | 10 | 32.7 | .491 | .386 | .857 | 6.4 | 1.1 | .9  | .8  | 16.3 |

## Особисте життя

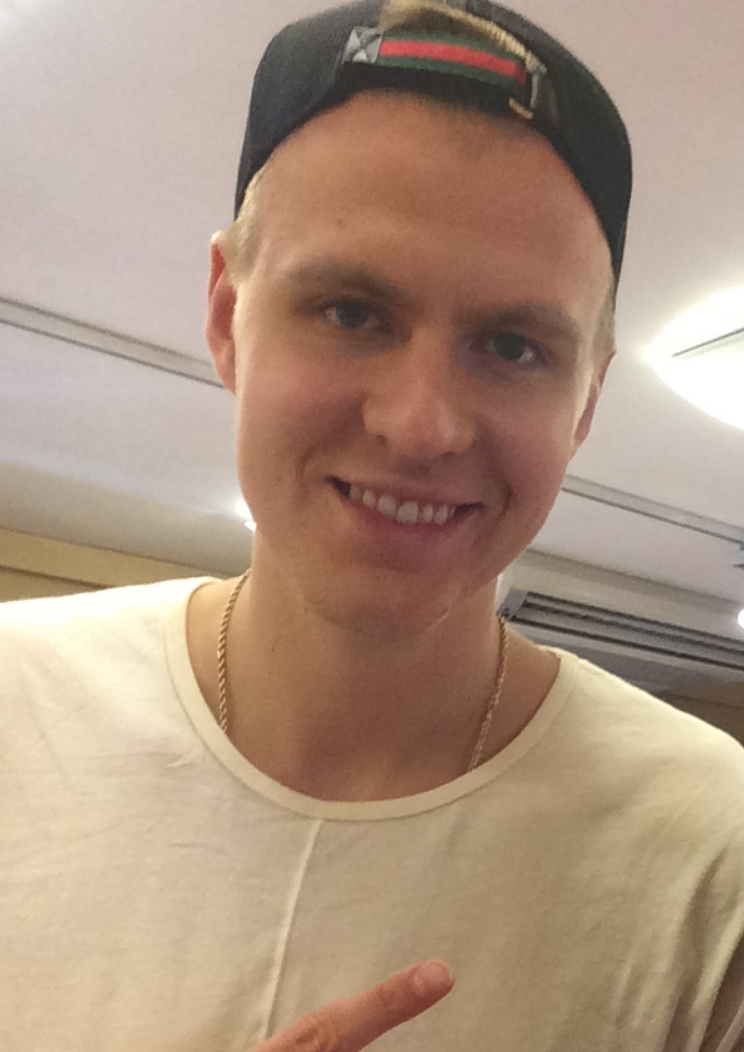
Порзінгіс у 2017 році

Народився у спортивній родині. Батько Таліс грав у баскетбол на аматорському рівні, а мати Інгріда виступала за молодіжну збірну Латвії з баскетболу. Має двох братів Яніса та Мартінса, які також є баскетболістами.
У жовтні 2016 року підписав спонсорський контракт з компанією Adidas.
Порзінгіс є футбольним фаном та вболіває за «Лієпаю», «Реал Мадрид» та «Севілью». Також є затятим гравцем у «Counter-Strike: Global Offensive».

### Звинувачення у згвалтуванні
У березні 2019 року стало відомо, що Порзінгіса звинувачують у згвалтуванні — жінка стверджувала, що це сталось у лютому 2018 року, через декілька годин після того, як Порзінгіс отримав травму на майданчику. Його адвокат публічно спростував звинувачення.